# Palatul Navigației
Palatul Navigației este o clădire realizată în stil neoromânesc, care datează din anul 1912, fiind proiectată de arhitectul Petre Antonescu (cel care a proiectat și alte clădiri reprezentative, cum ar fi Primăria Capitalei sau Facultatea de Drept din București).
Clădirea este clasată ca monument istoric, cu codul  GL-II-m-B-03064. Palatul e situat pe Strada Portului numărul 34, Județul Galați, municipiul Galați.

## Sediul mai multor instituții
Gara fluvială - Palatul Navigației este sediul mai multor instituții, printre care "Administrația Porturilor Dunării Maritime" sau "Compania de Navigație Fluvială Română Navrom". Este prima construcție din România la care s-a folosit un schelet monolit din beton armat.